# Edouard Huberti
Edouard Jules Joseph Huberti (Brussel, 6 januari 1818 – Schaarbeek, 12 juni 1880) was een Belgische landschapschilder en aquarellist. Hij wordt gerekend tot de voorlopers van de School van Tervuren.

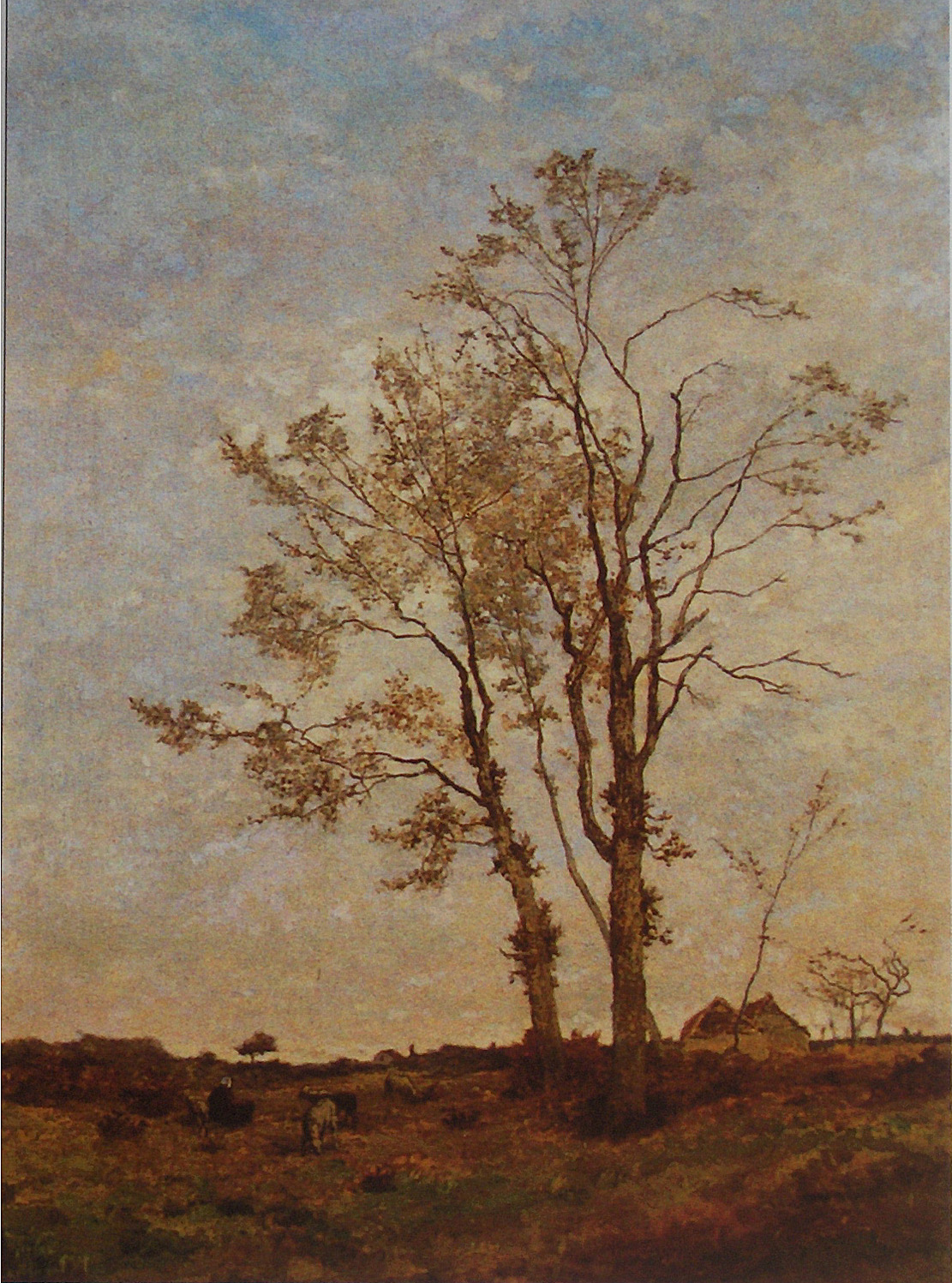
"Herfst"
privébezit

## Biografie
Hij volgde de opleiding architectuur aan de Antwerpse Academie, waar hij een prijs behaalde. Hij was tevens dichter en een begaafde musicus, klassieke zanger en violist. Hij schreef zelfs verschillende operettes. Hij werd vervolgens muziekleraar.
Hij is als schilder een “late roeping”. Er is wel een vroeg werkje uit 1837 van hem bekend. Het is een olieverf op karton en stelt de Kleine Flossedelle in Tervuren voor. Hij had toen reeds het Zoniënwoud ontdekt, zoals verschillende andere Brusselse schilders.
Hij begon echter pas rond 1860 op professionele wijze te schilderen en gaf zijn baan als muziekleraar op. In de jaren 1850 en 1860 hadden een aantal schilders, in navolging van de Franse School van Barbizon de academische stelregels verlaten en waren begonnen te schilderen in openlucht. Dergelijke werken konden toen niet rekenen op veel begrip in de Brusselse Salons. In de waardering van de jury en het publiek stonden historische taferelen bovenaan, gevolgd door de portretkunst. Landschappen, stillevens en dierenschilderijen werden eerder laatdunkend bekeken en moesten het in tijdschriften stellen met een summiere bespreking.
Huberti werd een leerling van de landschapschilder Théodore Fourmois, die nauwelijks vier jaar ouder was. Fourmois, die ook een raadgever was van Joseph Coosemans, trok met Huberti regelmatig naar het landelijk dorpje Tervuren. Ze kwamen er in de vrije natuur schetsen en schilderen op een realistische wijze. Huberti behoorde aldus, samen met Fourmois, tot de eerste generatie van Belgische landschapschilders die deze stijl voorstonden. De werken van Huberti werden gesmaakt door de schilderskolonie in Tervuren en Alphonse Asselbergs werd er zijn leerling. ’s Avonds zaten deze artiesten in de herberg “In den Vos” te Tervuren en praatten met elkaar over hun opvattingen van de schilderkunst. Het is in deze periode dat de School van Tervuren is ontstaan en dat, via de voorlopers Fourmois en Huberti, Hippolyte Boulenger en Joseph Coosemans uitgroeiden tot grote landschapschilders. Deze School legde de basis van een vernieuwde landschapschilderkunst in België in de 19de eeuw.

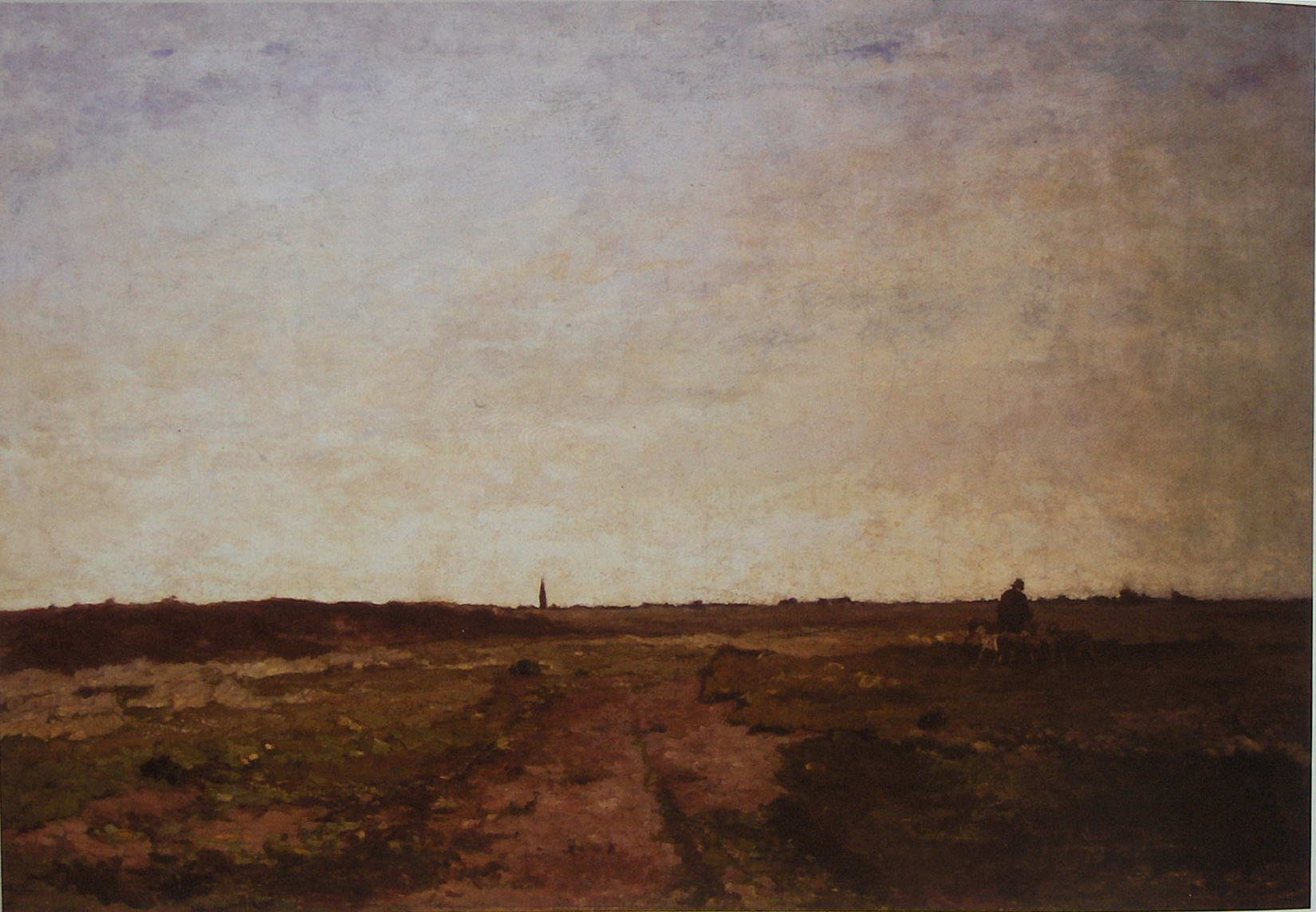
"Vlakte in de Kempen met herder en schapen"
privé-bezit

Maar, in tegenstelling tot Fourmois die graag groepen bomen schilderde, verlangde Huberti eerder naar het weergeven van open, monotone vlakten met hier en daar een alleenstaande boom, gedomineerd door een grijze, wisselvallige wolkenlucht. Na enkele jaren verliet hij Tervuren en verkoos de weidse vlakten van het Vlaamse platteland in de Antwerpse en Limburgse Kempen (onder andere in Genk) en langs de Scheldepolders. Hij schilderde ook in Henegouwen en in de Maasvallei rond Anseremme. Hij wordt hierdoor ook gerekend tot de Colonie d'Anseremme.
Hij toonde zijn werken voor de eerste maal in 1857 op het Salon van Brussel. Zijn werkte maakte indruk op de Wereldtentoonstelling van 1862 in Londen. Hij nam in 1864 deel aan tentoonstelling van voornamelijk realistische kunstenaars, ingericht door de Brusselse kunstkring Cercle Artistique et Littéraire.
Hij werd in 1868 een stichtend lid van de Brusselse kunstkring Société Libre des Beaux-Arts en was eveneens lid van de Société Royale Belge des Aquarellistes. Maar door zijn eerder bedeesde aard heeft hij zich niet veel gemengd in de polemieken die in deze kringen aan bod kwamen, maar hij stelde wel tentoon op hun salons. Hij leidde een nogal teruggetrokken leven.
In 1873 schilderde Huberti een grisaille “De windvlaag” bestemd voor de schoorsteenmantel van zijn zoon Alphonse.
Huberti kreeg op latere leeftijd nog uitsluitend lovende kritieken, zoals in “L’Art Universel” van 1 juli 1873.
In 1874 maakte hij een reis naar Frankrijk en vervoegde de School van Barbizon.
Hij werd in 1876 uitgenodigd om lid te worden van de Hollandsche Teekenmaatschappij, een Nederlandse tegenhanger van de Brusselse kunstkring Société Royale Belge des Aquarellistes.
Op het einde van zijn leven werd hij steeds melancholischer en ten slotte erg depressief. In die periode schilderde hij stillevens met bloemen, vaak slechts een exemplaar. Deze werken missen echter originaliteit en doorstaan de vergelijking niet met zijn landschappen.

## Stijl
Zijn schilderijen zijn duidelijk in een realistische stijl opgevat, maar zoals zijn voorbeeld de Franse landschapschilderCamille Corot, kan hij ook in zijn werken een zeker poëtisch element inbrengen en een grote natuurlijkheid. Hij bereikt een intieme, melancholische sfeer door het gebruik van een losse toets, halftonen en een zacht, donker kleurenpalet. Men kan niet gemakkelijk een verloop in zijn stijl ontdekken omdat hij bijna steeds dezelfde onderwerpen schilderde en zijn werken bijna nooit dateerde. De enige ontwikkeling die men kan ontdekken is een langzamerhand bredere borsteltoets. Maar hij kwam hierbij nooit tot de techniek toegepast door de impressionisten.

## Musea
Er bevindt zich werk van Huberti in de musea van Antwerpen, Brussel, Elsene, Nijvel, Pau en Montréal.

## Familie
Zijn zoon Gustave Huberti (1843-1910) erfde het muzikale talent van zijn vader en werd een befaamd musicus en componist. Hij was de auteur van verschillende cantates, oratoria, symfonische werken en Vlaamse kunstliederen. De Vlaamse schrijfster Marie-Elisabeth Belpaire was zijn nicht.